# Hovedvej
 Denne artikel omhandler overvejende eller alene danske forhold. Hjælp gerne med at gøre artiklen mere almen.
Begrebet hovedvej bruges ofte i forbindelse med primærruterne i det danske vejnet. Generelt er en hovedvej blot en fællesbetegnelse for en vejstrækning af særlig betydning mellem byer eller områder, hvor vejen er en primær transportlinje for mennesker og gods. På grund af motorvejernes lette tilgængelighed spiller det en vigtig rolle i væksten og udviklingen af lande rundt om i verden. 

## Danske forhold
I den danske færdselslov gælder der særlige regler omkring hovedveje, der altid er mærket med et hvidt og gult kvadratisk skilt. En primærrute kan være en hovedvej, men er det ikke nødvendigvis. Der er for reglerne omkring hovedveje også forskel på, om hovedvejen er inden for, eller uden for bebygget område.
Hovedvej (B 16) angiver, at den krydsende færdsel har ubetinget vigepligt, medmindre andet fremgår af afmærkning på hovedvejen.

### Hovedveje i Danmark
Jylland
- 11 Aalborg – Sæd
- 12 Viborg – Esbjerg
- 13 Aalborg – Vejle
- 15 Ringkøbing – Grenaa
- 18 Holstebro – Vejle
- 21 Randers – København
- 24 Esbjerg – Aabenraa
- 25 Kolding – Tønder
- 26 Århus – Hanstholm
- 28 Lemvig – Fredericia
- 29 Hobro – Thisted Lufthavn
- 30 Esbjerg – Horsens
- 32 Ribe – Kolding
- 34 Skive – Sunds
- 35 Hjørring – Frederikshavn
- 40 Frederikshavn – Skagen
- 41 Sønderborg – Aabenraa
- 42 Tinglev -Aabenraa
- 46 Silkeborg – Randers
- 47 Vojens – Haderslev
- 52 Viborg – Juelsminde
- 55 Aalborg -Hirtshals

Fyn
- 8 Nyborg – Tønder
- 9 Odense – Nykøbing F
- 43 Nørre Lyndelse – Faaborg
- 44 Faaborg – Svendborg

Sjælland
- 6 Helsingør – Køge
- 14 Roskilde – Næstved
- 16 Hundested – København
- 19 Æbelholt – København
- 22 Kalundborg – Vordingborg
- 23 Roskilde – Vejle
- 53 Hillerød – Holbæk
- 54 Næstved – Rønnede
- 57 Holbæk – Sorø
- 59 Vordingborg – Stege

Bornholm
- 38 Rønne – Nexø

### Hovedveje, der er lavet til motorvej
Jylland
- 15 Djurslandmotorvejen
- 15 Herningmotorvejen
- 15 Silkeborgmotorvejen
- 18 Holstebromotorvejen
- 18 Midtjyske Motorvej
- 15 Messemotorvejen
- 8 Sønderborgmotorvejen

Fyn
- 9 Svendborgmotorvejen

Sjælland
- 16 Hillerødmotorvejen
- 17 Frederikssundmotorvejen
- O4 Motorring 4
- 19 Helsingørmotorvejen
- 21 Holbækmotorvejen
- 23 Kalundborgmotorvejen